# 麥克·卡戴爾
麥克·卡戴爾（1979年3月27日—）是一名美國前職業棒球運動選手，曾效力於美國職業棒球大聯盟（MLB）的明尼蘇達雙城、科羅拉多洛磯和紐約大都會隊。2013年獲得國家聯盟打擊王與美國職棒大聯盟銀棒獎。2017年8月19日，他入選明尼蘇達雙城隊名人堂。 卡戴爾在11歲時因感染嚴重病毒而左耳重聽，然而，他堅持認為他的部分耳聾從未乾擾他在場上的聽力，他並不認為自己是聽力受損者。

## 外部連結
- 球員資訊和成績在MLB，ESPN，Baseball-Reference，Fangraphs，The Baseball Cube，Baseball-Reference (Minors)（英文）
- 麥克·卡戴爾的X（前Twitter）
- Cuddyer, Michael. . The Players' Tribune. December 11, 2015  [2019-08-09]. （原始内容存档于2017-07-01）.